# Premio della Sala Stampa Radio-TV-Web "Lucio Dalla"
Il Premio della Sala Stampa Radio-TV-Web Lucio Dalla, originariamente solo  Premio della Critica Radio TV Private, e, più informalmente, semplicemente Premio della Sala Stampa, è un riconoscimento accessorio del Festival della canzone italiana di Sanremo. Venne creato dal conduttore e produttore radiofonico Giorgio Lecca nel 2001. Dal 2013 è intitolato al cantautore Lucio Dalla.

## Storia
Assegnato ogni anno a partire dal 2001, nacque come riconoscimento informale attribuito dalla stampa composta dai giornalisti e rappresentati delle emittenti radiofoniche e televisive private italiane presenti ala kermesse, come premio parallelo al Premio della Critica Mia Martini, assegnato dai giornalisti dei giornali cartacei. Nel 2013 venne intitolato a Lucio Dalla, scomparso nell'anno precedente. Il premio viene conferito fisicamente nel corso del festival a partire dal 2015.
Dal 2001 ai vincitori del premio della critica è stata assegnata una targa, dal 2015 il premio consiste in una statuetta d'oro riproducente una chiave di Sol.
Il primo brano a essere riconosciuto col premio è stato Luce (tramonti a nord est) della cantautrice Elisa, vincitrice inoltre del Festival di Sanremo 2001. Francesco Renga, Arisa, Simone Cristicchi e Colapesce Dimartino sono gli unici artisti ad aver vinto due volte i premio. Al 2025 otto brani hanno ricevuto sia il premio che vinto la kermesse.

## Elenco vincitori

### Categoria campioni
| Edizione | Interprete              | Brano                      | Posizione |
| -------- | ----------------------- | -------------------------- | --------- |
| 2001     | Elisa                   | Luce (tramonti a nord est) | 1ª        |
| 2002     | Daniele Silvestri       | Salirò                     | 14ª       |
| 2003     | Alexia                  | Per dire di no             | 1ª        |
| 2004     | Marco Masini            | L'uomo volante             | 1ª        |
| 2005     | Francesco Renga (2)     | Angelo                     | 1ª        |
| 2006     | Nomadi                  | Dove si va                 | 2ª        |
| 2007     | Simone Cristicchi       | Ti regalerò una rosa       | 1ª        |
| 2008     | Loredana Bertè          | Musica e parole            | NF        |
| 2009     | Povia                   | Luca era gay               | 2°        |
| 2010     | Malika Ayane            | Ricomincio da qui          | 5ª        |
| 2011     | Roberto Vecchioni       | Chiamami ancora amore      | 1ª        |
| 2012     | Arisa (2)               | La notte                   | 2ª        |
| 2013     | Elio e le Storie Tese   | La canzone mononota        | 2ª        |
| 2014     | Perturbazione           | L'unica                    | 6ª        |
| 2015     | Nek                     | Fatti avanti amore         | 2ª        |
| 2016     | Stadio                  | Un giorno mi dirai         | 1ª        |
| 2017     | Fiorella Mannoia        | Che sia benedetta          | 2ª        |
| 2018     | Lo Stato Sociale        | Una vita in vacanza        | 2ª        |
| 2019     | Daniele Silvestri       | Argentovivo                | 6ª        |
| 2020     | Diodato                 | Fai rumore                 | 1ª        |
| 2021     | Colapesce Dimartino     | Musica leggerissima        | 4ª        |
| 2022     | Gianni Morandi          | Apri tutte le porte        | 3ª        |
| 2023     | Colapesce Dimartino (2) | Splash                     | 10ª       |
| 2024     | Angelina Mango          | La noia                    | 1ª        |
| 2025     | Simone Cristicchi (2)   | Quando sarai piccola       | 5ª        |

### Categoria nuove proposte
| Edizione | Interprete          | Brano                          |
| -------- | ------------------- | ------------------------------ |
| 2001     | Francesco Renga     | Raccontami...                  |
| 2002     | Archinuè            | La marcia dei santi            |
| 2003     | Dolcenera           | Siamo tutti là fuori           |
| 2004     | non assegnato       | non assegnato                  |
| 2005     | Negramaro           | Mentre tutto scorre            |
| 2006     | non assegnato       | non assegnato                  |
| 2007     | Fabrizio Moro       | Pensa                          |
| 2008     | Ariel               | Ribelle                        |
| 2009     | Arisa               | Sincerità                      |
| 2010     | Nina Zilli          | L'uomo che amava le donne      |
| 2011     | Raphael Gualazzi    | Follia d'amore                 |
| 2012     | Erica Mou           | Nella vasca da bagno del tempo |
| 2013     | Antonio Maggio      | Mi servirebbe sapere           |
| 2014     | Zibba e Almalibre   | Senza di te                    |
| 2015     | Giovanni Caccamo    | Ritornerò da te                |
| 2016     | Chiara Dello Iacovo | Introverso                     |
| 2017     | Tommaso Pini        | Cose che danno ansia           |
| 2018     | Alice Caioli        | Specchi rotti                  |
| 2019     | non assegnato       | non assegnato                  |
| 2020     | Tecla Insolia       | 8 marzo                        |
| 2021     | Davide Shorty       | Regina                         |
| 2022     | non assegnato       | non assegnato                  |
| 2025     | Settembre           | Vertebre                       |